# Джиновски проход
Джиновският проход е нископланински проход (седловина) в източната част на Сърнена Средна гора, в Община Сливен и Община Нова Загора, област Сливен. Името на прохода идва от старото име Джиново на близкото село Злати войвода.
Проходът е с дължина 10,4 km и надморска височина на седловината – 279 m. Свързва югозападната част на Сливенската котловина при село Злати войвода на североизток със североизточната част на Новозагорското поле при село Каменово на югозапад.
Проходът започва на 212 m н.в. в западната част на село Злати войвода, насочва на югозапад и след 3 km достига седловината при 279 m н.в. малко преди разклона за село Старо село От там започва спускане по южния склон на Сърнена Средна гора и след 7,4 km в североизточния край на село Каменово проходът завършва на 177 m н.в.
През него преминава участък от 10,4 km от второкласния Републикански път II-66 (от km 10,5 до km 20,9) Сливен – Нова Загора – Стара Загора – село Поповица. До изграждането на отсечката от Нова Загора до Ямбол на автомагистрала Тракия проходът беше един от най-натоварените участъци от Републиканската пътна мрежа особено през летния туристически сезон. Поради ниската си надморска височина, стратегическото му значение и усиления трафик пътят се поддържа целогодишно за преминаване на моторни превозни средства. От него надясно (на северозапад) след седловината се отклонява шосе за село Старо село и наляво (на юг) – шосе за село Коньово.

## Топографска карта
- Лист от карта K-35-53. Мащаб: 1 : 100 000.